# お昼のテレビ小説
『お昼のテレビ小説』（おひるのテレビしょうせつ）は、1977年4月4日から1980年3月28日までフジテレビ系列の平日12:30 - 13:00（JST）に放送された昼ドラの放送枠である。

## 概要
フジテレビの平日正午枠は、1975年10月より12:00 - 12:15が『FNNニュース12:00』、12:15 - 13:00が帯バラエティ体制となってからは、低迷続きとなっていた。そこで1977年春、鹿内信隆会長の発案で『12:00』を11:50開始に繰り上げて『サンケイテレニュースFNN』の名に戻し、12:15 - 13:00で放送していた『やりくりクイズ30万に挑戦』を12:00 - 12:30に枠を縮小して移動、そして開いた12:30 - 13:00に昼ドラ枠を設ける改編を行った。
当番組の最大の特徴は放送時間が30分と、競合するNHK総合の『連続テレビ小説』の15分や、TBSの『ポーラテレビ小説』の20分に対して、一番長い放送枠だったことであった。作品の放送期間も『連続テレビ小説』と『ポーラテレビ小説』が年2作体制で1作あたり半年間だったのに対し（『連続テレビ小説』は1975年以降東京制作と大阪制作に分かれていた）、本枠は1作あたり約2〜3か月間であるのも特徴だった。これによりフジテレビおよびフルネットの系列局では、平日の昼に当番組から『ライオン奥様劇場』、『東海テレビ制作昼の帯ドラマ』まで、90分間に3本の昼ドラが続くことになった。
結局3年間で15作品を放送したところで終了。以後、1980年3月末からスタジオアルタ発信のバラエティー枠が34年間続くことになった（『日本全国ひる休み』→『笑ってる場合ですよ!』を経て、1982年10月以降は『森田一義アワー 笑っていいとも!』）。

## 放送作品一覧

### 1977年
- 女ひとり（4月4日～5月27日）
- おんなみち（5月30日～7月29日）
- 華うるし（8月1日～9月30日）
- みれん橋（10月3日～12月30日）

### 1978年
- 愛人（東海テレビ制作。1月9日～2月17日）
- 赤とんぼ（東海テレビ制作。2月20日～4月14日）
- かあちゃんの勲章（4月17日～6月30日）
- 浪花おこし（7月3日～9月1日）
- 瀬戸の花嫁（9月4日～10月27日）
- 新妻に捧げる歌（10月30日～12月29日）

### 1979年
- 津軽海峡冬景色（1月8日～3月30日）
- 朝ごはんぬき?（4月2日～6月29日）
- 芳べえ物語（7月2日～9月28日）
- 結婚志願（10月1日～12月28日）

### 1980年
- 娘と私の時間（1月7日～3月28日）

## ネット局
| 放送対象地域   | 放送局         | 系列                                         | 備考                       |
| -------------- | -------------- | -------------------------------------------- | -------------------------- |
| 関東広域圏     | フジテレビ     | フジテレビ系列                               | 大半の作品の制作局         |
| 北海道         | 北海道文化放送 | フジテレビ系列                               |                            |
| 宮城県         | 仙台放送       | フジテレビ系列                               |                            |
| 秋田県         | 秋田テレビ     | フジテレビ系列                               |                            |
| 山形県         | 山形テレビ     | フジテレビ系列                               |                            |
| 富山県         | 富山テレビ     | フジテレビ系列                               | [ 1 ]                      |
| 石川県         | 石川テレビ     | フジテレビ系列                               | [ 1 ]                      |
| 福井県         | 福井テレビ     | フジテレビ系列                               | [ 1 ]                      |
| 長野県         | 長野放送       | フジテレビ系列                               |                            |
| 静岡県         | テレビ静岡     | フジテレビ系列                               |                            |
| 中京広域圏     | 東海テレビ     | フジテレビ系列                               | 一部作品の制作局           |
| 近畿広域圏     | 関西テレビ     | フジテレビ系列                               |                            |
| 島根県・鳥取県 | 山陰中央テレビ | フジテレビ系列                               |                            |
| 広島県         | テレビ新広島   | フジテレビ系列                               |                            |
| 岡山県・香川県 | 岡山放送       | フジテレビ系列                               | 1979年4月2日からネット開始 |
| 愛媛県         | テレビ愛媛     | フジテレビ系列                               |                            |
| 福岡県         | テレビ西日本   | フジテレビ系列                               |                            |
| 佐賀県         | サガテレビ     | フジテレビ系列                               |                            |
| 熊本県         | テレビ熊本     | フジテレビ系列 日本テレビ系列 テレビ朝日系列 |                            |
| 宮崎県         | テレビ宮崎     | フジテレビ系列 日本テレビ系列 テレビ朝日系列 |                            |
| 鹿児島県       | 鹿児島テレビ   | フジテレビ系列 日本テレビ系列 テレビ朝日系列 |                            |
| 沖縄県         | 沖縄テレビ     | フジテレビ系列                               |                            |